# Zellerhütte
Die Zellerhütte auch Zeller-Hütte ist eine Schutzhütte der Kategorie I der Sektion Touristenklub Windischgarsten des ÖAV. Sie befindet sich in der Gemeinde Vorderstoder in Oberösterreich, Österreich, und steht auf 1575 m ü. A. Höhe am Weg zum Warscheneck im Toten Gebirge. Dieser Weg ist unter anderem ein Teilstück des Europäischen Fernwanderwegs E4 und des Nordalpenweges.

## Geschichte
Die Hütte wurde 1900/1901 erbaut und am 4. September 1901 eröffnet. Erweiterungen erfolgten 1929–1932 und 1979/1981. 2014 wurde eine vollbiologische Kläranlage für die Abwässer der Hütte in Betrieb genommen.
2022 wurde die Hütte mit dem Umweltgütesiegel für Alpenvereinshütten ausgezeichnet.

## Tourenmöglichkeiten
- Warschenecküberschreitung auf die Wurzeralm oder zur Dümlerhütte, jeweils ca. 5 Stunden
- Hutterer Höß in Hinterstoder über den Schrockengrat (Steig mit Seilsicherung), ca. 7 Stunden

### Zustiege
- vom Schafferteich in Vorderstoder  (870 m), ca. 2 Stunden
- vom Parkplatz an der Kehre der Landesstraße L551 unterhalb des Gehöfts Rotbuchner (760 m), ca. 2½ Stunden
- von Vorderstoder Bushaltestelle Käserei (780 m), ca. 2½ Stunden
- von Roßleithen (700 m), ca. 3 Stunden

### Gipfelbesteigungen
- Warscheneck (2389 m), ca. 2½ Stunden
- Lagelsberg (2014 m), ca. 1 Stunde

### Übergänge zu Nachbarhütten
- zum Dümlerhütte (1495 m), ca. 5 Stunden
- zum Linzer Haus (1371 m) auf der Wurzeralm, ca. 5 Stunden
- zur Liezener Hütte (1762 m), ca. 6½ Stunden

## Karten und Literatur
- Gisbert Rabeder: Totes Gebirge. Alpenvereinsführer für Wanderer, Bergsteiger und Kletterer. 4., neu bearbeitete Auflage. Bergverlag Rother, München 2005, ISBN 3-7633-1244-7.
- ÖK 50, Blatt 98 (Liezen), 1:50.000
- Alpenvereinskarte Bl. 15/3 (Totes Gebirge – Ost), 1:25.000; Österreichischer Alpenverein 2010, ISBN 978-3-928777-33-9.
- Freytag & Berndt u. Artaria KG Publishing and Distribution WK 081, Pyhrn-Priel-Eisenwurzen – Grünau – Almtal – Steyrtal – Nationalpark Kalkalpen – Bad Aussee, Wanderkarte 1:50.000
- Freytag & Berndt u. Artaria KG Publishing and Distribution WK 082 Bad Aussee – Totes Gebirge – Bad Mitterndorf – Tauplitz, Wanderkarte 1:50.000
- Deutscher Alpenverein, Österreichischer Alpenverein, Alpenverein Südtirol (Hrsg.): Hoch hinaus! Wege und Hütten in den Alpen. (Hüttenverzeichnis). Band 2. Böhlau Verlag, Wien / Köln / Weimar 2016, ISBN 978-3-412-50203-4, S. 98.